# Saint-Calixte
Saint-Calixte est une municipalité du Québec située dans la MRC de Montcalm, dans la région de Lanaudière. Elle est établie dans les montagnes des Laurentides, et son principal cours d'eau est la rivière Beauport. Fondée le 1er juillet 1855, elle est nommée en l'honneur du pape Calixte Ier.

## Histoire
Le territoire de Saint-Calixte est issu du démembrement d'une partie de la paroisse de Saint-Lin. En 1855, la municipalité du canton de Kilkenny est constituée. Cette toponymie viendrait du fait que les premiers calixtiens étaient d'origine irlandaise. En 1877, le bureau de poste ouvre ses portes sous le nom de Saint-Calixte-de-Kilkenny. C'est en 1954 que la municipalité reçoit son nom actuel.
Conçue par l'architecte Adolphe Lévesque, l'église en pierre dont l'intérieur est de style gothique fut inaugurée en 1885.Le premier curé de Saint-Calixte a été Louis-Joseph-Isaac Martel, de 1853 à 1855, précédé de Jean-Romuald Paré, missionnaire, de 1851 à 1853. Le curé actuel est Wilson Ramirez-Angel. Raymond Gravel a été prêtre-curé à Saint-Calixte de 1994 à 1997, il est connu pour son engagement auprès des policiers et des pompiers.
Les armoiries de la municipalité de Saint-Calixte ont été créées dans les années 1960 par le Collège canadien des armoiries. La devise de cette municipalité est Firmamentum est Dominus timentibus eum, qui signifie : « Dieu est un appui à ceux qui le craignent. »
En 1994, le secteur Beaulac, qui faisait partie de la municipalité de Saint-Calixte, est annexé à la municipalité de Chertsey.
Fondée en 1997, la Régie de la police de Montcalm est abolie en 2001, et la Sûreté du Québec la remplace sur le territoire.

### Héraldique
| Firmamentum est Dominus timentibus eum |
| -------------------------------------- |

| L'écu de Saint-Calixte se blasonne ainsi : D'argent à la croix de gueules chargée de 5 calices d'or Armes parlantes. |

## Géographie
À partir du lac de la Crosse la rivière Beauport traverse la municipalité du nord au sud. Le lac Cristal, situé au nord-ouest du village, se décharge dans la rivière Beauport dans le nord de la municipalité.
La Rivière de l'Achigan longe la limite sud-ouest de la municipalité vers le sud-est.
À partir de son crénon, dans les sud-est de la municipalité, La Petite Rivière coule vers le sud-est. 

## Démographie
| 1871  | 1881  | 1891  | 1901 | 1911 | 1921 | 1931 | 1941 |
| ----- | ----- | ----- | ---- | ---- | ---- | ---- | ---- |
| 1 297 | 1 234 | 1 002 | 925  | 827  | 859  | 790  | 835  |

| 1951 | 1961 | 1996  | 2001  | 2006  | 2011  | 2016  | 2021  |
| ---- | ---- | ----- | ----- | ----- | ----- | ----- | ----- |
| 970  | 974  | 4 681 | 4 912 | 5 687 | 5 934 | 6 046 | 6 792 |

### Langue
En 2021, selon le recensement de la population, 96,1 % des habitants de Saint-Calixte ont le français pour langue maternelle.

## Attraits
Situé à environ 50 minutes de Montréal, Saint-Calixte est un endroit de villégiature grâce à ses paysages champêtres, ses forêts, ses montagnes et collines ainsi que ses nombreux lacs. On y retrouve plusieurs chalets saisonniers mais aussi de nombreux résidents à l'année.
On compte deux campings à Saint-Calixte: le Camping du circuit et, depuis 2013, le Camping et parc d'amusement Atlantide.
Liste non exhaustive des lacs navigables ou non navigables sur le territoire de Saint-Calixte :
- lac Beaudry
- lac Beauvoir
- lac Bécaud
- lac Bob
- lac Brien
- lac Cristal
- lac des Artistes
- lac des Quatre Saisons
- lac des Rochers
- lac Desmarchais
- lac Desnoyers
- lac Dodon
- lac Duffy
- lac Dufour
- lac Duplessis
- lac Lavoie
- lac Levasseur
- lac Notre-Dame-des-Monts
- lac Opéra
- lac Pinet
- lac Raymond
- lac Ricard
- lac Rond
- lac Siesta
- lac Vert

## Climat
Valeurs moyennes des différents paramètres météo pour Saint-Calixte. L'échantillonnage des données représentées est de 30 ans.
| Mois                                  | jan.     | fév.       | mars       | avril      | mai       | juin      | jui.     | août      | sep.      | oct.      | nov.       | déc.       |
| ------------------------------------- | -------- | ---------- | ---------- | ---------- | --------- | --------- | -------- | --------- | --------- | --------- | ---------- | ---------- |
| Température minimale moyenne (°C)     | −18,5    | −17,1      | −10,4      | −2,1       | 5,6       | 11        | 13,3     | 12,4      | 7,5       | 1,7       | −4,8       | −14,1      |
| Température moyenne (°C)              | −13,1    | −11        | −4,7       | 3,2        | 11,5      | 16,5      | 18,9     | 17,6      | 12,3      | 6         | −1,3       | −9,4       |
| Température maximale moyenne (°C)     | −7,6     | −4,9       | 1          | 8,4        | 17,4      | 22        | 24,3     | 22,9      | 17,1      | 10,2      | 2,3        | −4,6       |
| Record de froid (°C) date du record   | −40 1965 | −41,7 1972 | −33,3 1980 | −22,2 1969 | −6,7 1974 | −0,6 1980 | 3,9 1965 | 1,1 1976  | −5 1980   | −9 1988   | −25,6 1978 | −36,5 1993 |
| Record de chaleur (°C) date du record | 10 1973  | 12,5 1994  | 18,5 1990  | 29,5 1990  | 33,3 1962 | 33,3 1964 | 35 1988  | 36,1 1975 | 30,5 1983 | 26,1 1979 | 16,7 1975  | 13 2001    |
| Précipitations (mm)                   | 94       | 71         | 87         | 86         | 95        | 115       | 104      | 103       | 104       | 101       | 102        | 102        |

## Politique

### Administration
Les élections municipales se font en bloc et suivant un découpage de six districts.
| Saint-Calixte Maires depuis 2002                                                                                     |                      |         |          |
| Élection | Maire                | Qualité | Résultat |
| 2002 | Jacques Ouellette    |         | Voir     |
| 2005 | Martin St-Pierre     |         | Voir     |
| 2009 | Louis-Charles Thouin |         | Voir     |
| 2013 | Louis-Charles Thouin | Voir    |          |
| 2017 | Michel Jasmin        |         | Voir     |
| 2021 | Michel Jasmin        | Voir    |          |
| Élection partielle en italique Depuis 2005, les élections sont simultanées dans toutes les municipalités québécoises |                      |         |          |

### Municipale
| Nom                  | Parti                            | Mandat    | Remarque                                  |
| -------------------- | -------------------------------- | --------- | ----------------------------------------- |
| Michel Jasmin        | Tous ensemble pour Saint-Calixte | 2017-2025 | élu par acclamation en 2017-2021          |
| Louis-Charles Thouin | Union pour le changement         | 2009-2017 | élu par acclamation en 2013               |
| Martin St-Pierre     | Parti Action citoyens(nes)       | 2005-2009 |                                           |
| Jacques Ouellette    | Équipe Jacques Ouellette         | 2002-2005 | modifié en 2005 pour Vision Saint-Calixte |
| Clément Charest      | Parti gestion démocratique       | 1994-2002 |                                           |

### Provinciale
Saint-Calixte fait partie de la circonscription électorale de Rousseau.
Élu en 2018, le député provincial est Louis-Charles Thouin de Coalition avenir Québec. Son prédécesseur est Nicolas Marceau élu sous la bannière du Parti québécois (2009-2018).

### Fédérale
Sur la scène fédérale, Saint-Calixte fait partie de la  circonscription électorale Les pays-d’en-Haut.
Depuis 2025, le député fédéral est Tim Watchorn  du Parti libéral. L’ancien député est Luc Thériault du Bloc québécois alors que Saint-Calixte faisait partie de la circonscription de Montcalm. 

## Éducation
La Commission scolaire des Samares administre les écoles francophones:
- École Louis-Joseph-Martel — de la Gentiane
  - pavillon de la Gentiane[22]
  - pavillon Louis-Joseph-Martel[23]

La Commission scolaire Sir Wilfrid Laurier administre les écoles anglophones:
- École primaire Rawdon (servi a une partie de la ville) à Rawdon[24]
- École primaire Joliette (servi a une partie de la ville) à Saint-Charles-Borromée[25]
- École secondaire Joliette à Joliette[26]

## Galerie de photos

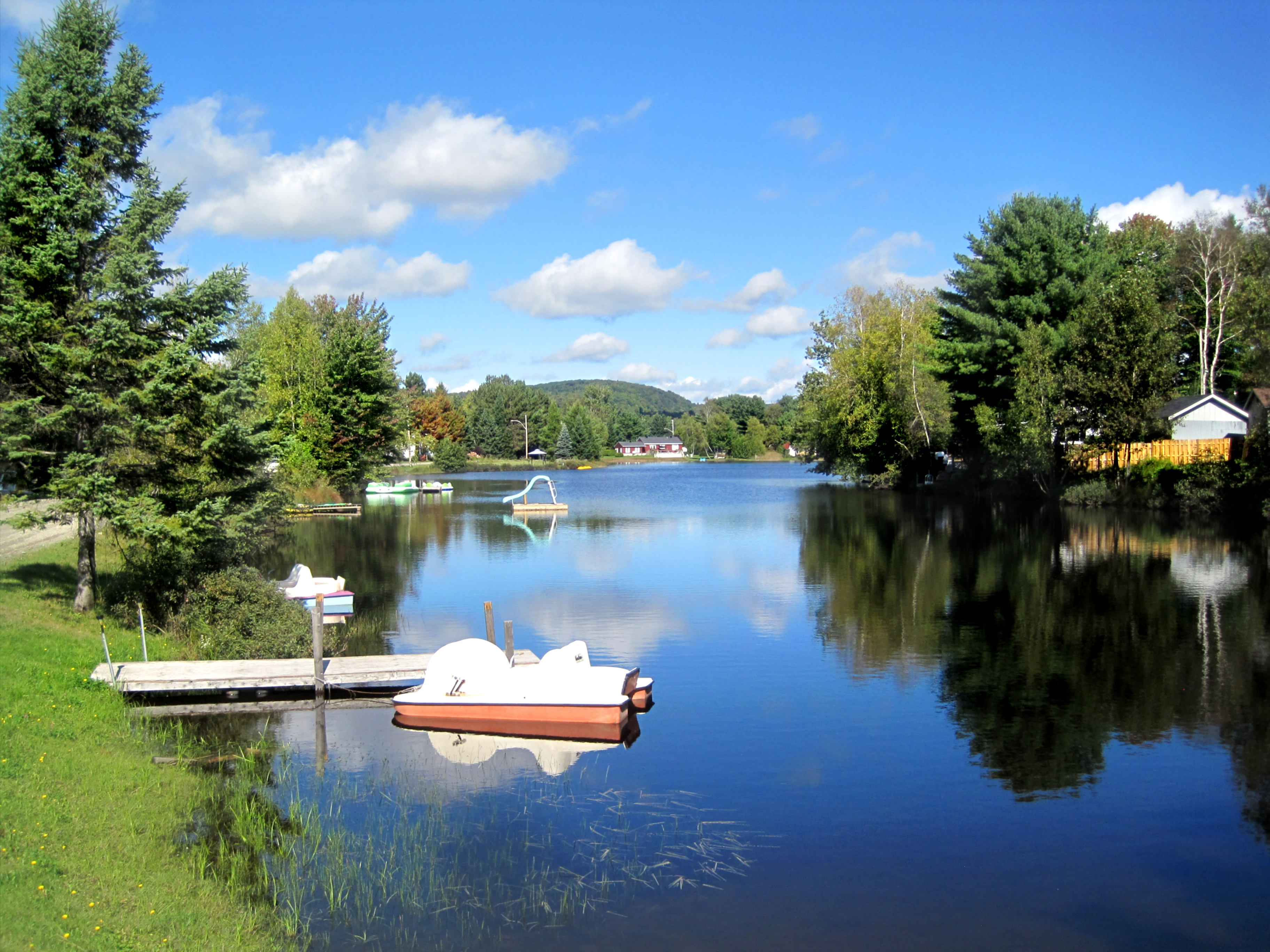
Lac des Artistes, noyau villageois, Saint-Calixte, 2014
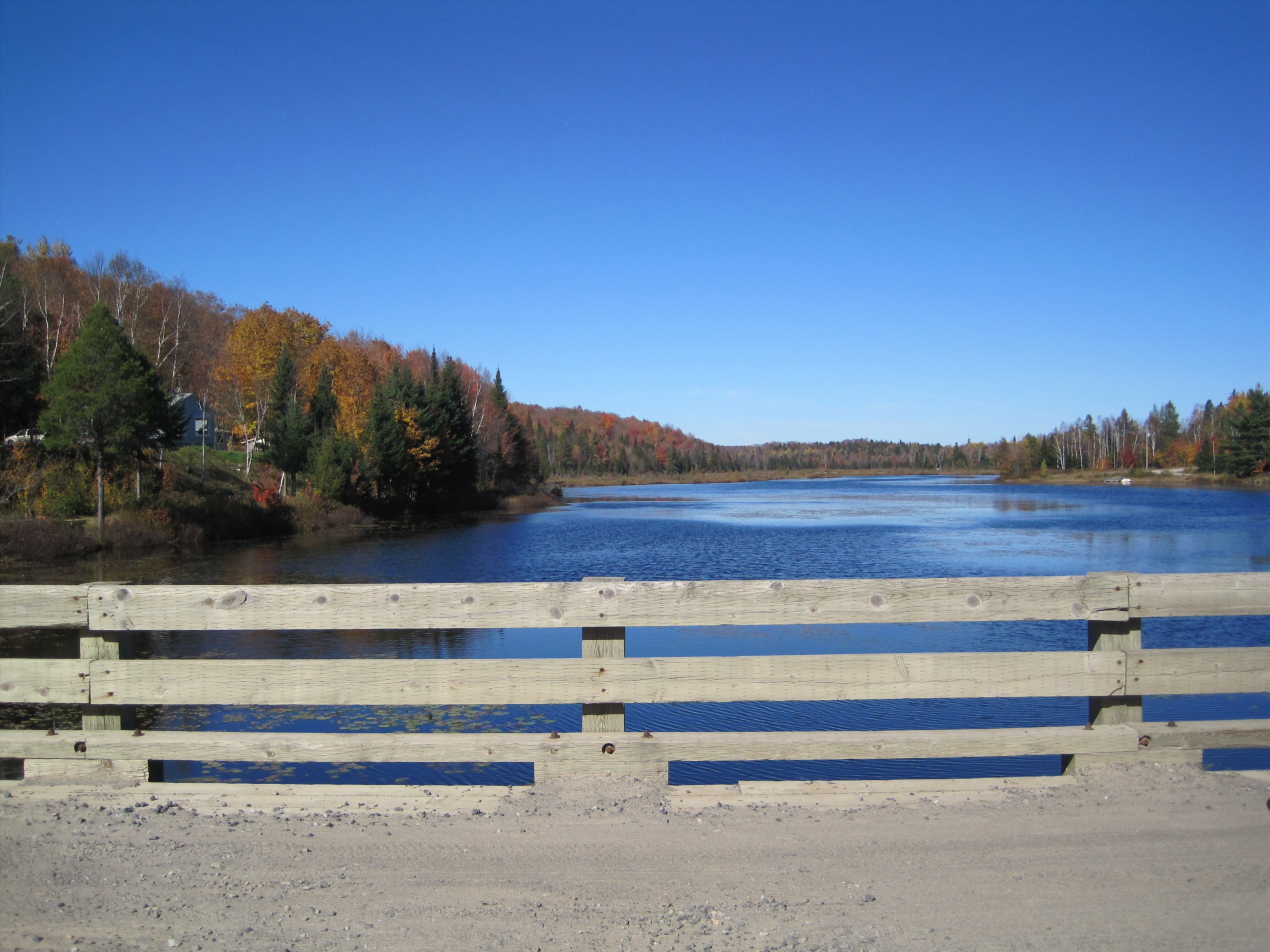
Lac Beaudry, Saint-Calixte Nord, 2011
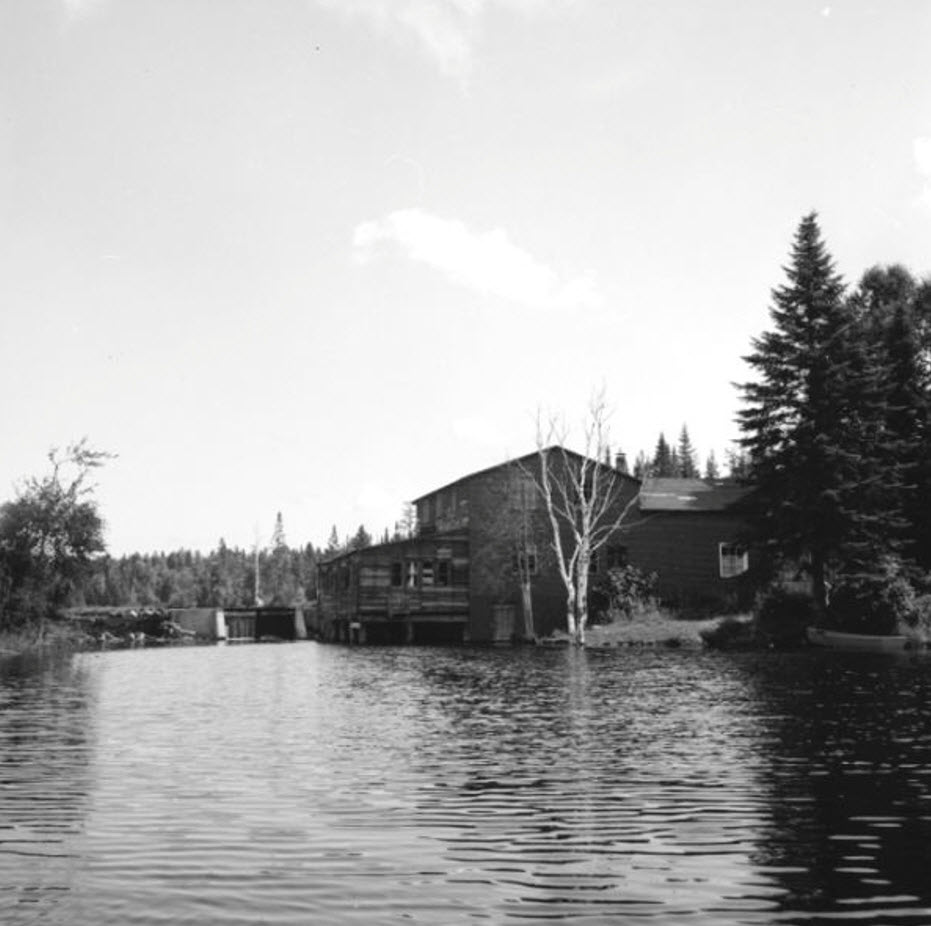
Vieux Moulin, Lac Beaudry, Saint-Calixte Nord, 1963. Source: Archives BAnQ
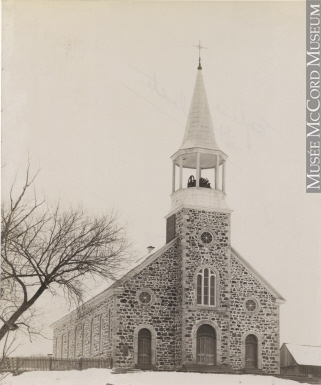
Église de Saint-Calixte, vers 1890. Source: © Musée McCord